# Victoria Arnáu
Victoria Arnáu García-Quijada (Elda, Alicante, 11 de abril de 1991) es una periodista y presentadora española. En la actualidad es copresentadora  en Antena 3 Noticias. Anteriormente era coordinadora de la sección Nacional y participaba en la crónica política y judicial durante el informativo "Noticias 1" presentado por Sandra Golpe, el cual se emite de lunes a viernes a las 15:00 en Antena 3. Desde diciembre del año 2021 fue habitual verla presentar dicho informativo durante  días festivos o en los periodos vacacionales. Así, en agosto de 2022 alcanzó cierta notoriedad mediática al presentar los informativos "Noticias 1" y "Noticias 2" (edición nocturna de los informativos de Antena 3), en sustitución de los presentadores habituales. Previamente ya había presentado en alguna ocasión los informativos "Noticias de la mañana", de esta misma cadena, durante el periodo estival del año 2020.

## Trayectoria profesional
Graduada en Periodismo y Comunicación Audiovisual por la Universidad Carlos III de Madrid (UC3M) en 2014. El curso 2012/2013 lo realizó bajo el Programa Erasmus en la Universidad Sorbona Nueva-París 3 de París. Complementó sus estudios con tres becas de redacción, la primera, en el informativo Hora 14 de Cadena SER, la segunda, en el programa Equipo de investigación de La Sexta y la tercera, en los informativos de TVE.
Comenzó su carrera profesional como redactora en el programa radiofónico El Marcapáginas de Gestiona Radio. Seguidamente en 2015 presentó el programa informativo News 1 en el canal televisivo privado Non Stop People (España). Entre los años 2016 y 2018 fue reportera en Espejo Público de Antena 3, en Aquí en Madrid de Telemadrid y en Madridistas por el Mundo de Real Madrid TV.
Desde 2018 hasta 2022 formó parte del equipo que conforma el informativo Antena 3 Noticias de Antena 3, dentro del cual trabajó como reportera, redactora y presentadora.

## Curiosidades
En el verano de 2017, tras el mediático Caso de La Manada ocurrido en Pamplona un año antes, se trasladó a la capital navarra en el primer día de los Sanfermines, con la finalidad de recoger testimonios que probaran si la vigilancia especial para evitar agresiones sexuales estaba dando resultados. Utilizó su móvil para grabar, lo que en principio, impidió a muchos saber que se estaba grabando para un reportaje de televisión. Recibió comentarios soeces, evitó dos besos y tuvo que pedir en más de una ocasión que no la agarrasen, tal y como se puede ver en el reportaje que emitió Espejo Público.
Afirma que debe su elección por el periodismo y la comunicación, al profesorado que le dio clase en el Colegio Padre Manjón de Elda. En 2018, con 27 años, recibió el Premio Padre Manjón, que otorga cada año dicho colegio a alumnos o profesores relevantes que han pasado por sus aulas, convirtiéndose en la exalumna más joven en recibir el galardón.